# Devendra Murdeshwar
Devendra Murdeshwar (* 19. September 1923 in Mysuru; † 29. Januar 2000 in Mumbai) war ein indischer Bansurispieler und Musikpädagoge.

## Leben
Murdeshwar kam bereits in seiner Kindheit in seinem Elternhaus mit Musik in Berührung. Sein Vater spielte als Amateur Geige, Flöte und Tabla, und auch Murdeshwar selbst begann Bansuri und Tabla, Bulbultarang und Mundharmonika zu spielen und zu singen. Seine ernsthafte musikalische Ausbildung begann jedoch erst, als er 1941 als Handelsvertreter nach Bombay kam. Er erlebte dort die großen Musiker dieser Zeit und wurde Schüler des Tablameisters Amir Hussain Khan. Daneben nahm er auch Gesangsunterricht und studierte Werbegrafik. Eine vertiefte Kenntnis der verschiedenen Ragas der klassischen indischen Musik verdankte er dem Sänger S. C. R. Bhatt.
1947 lernte er den Bansurispieler Pannalal Ghosh kennen, der ihn – auch auf Empfehlung seines Tablalehrers Amir Hussain Khan – als Schüler aufnahm. Bereits 1950 wurde er Flötist im von Ravi Shankar geleiteten Nationalorchester bei All India Radio. Hier arbeitete er mit Musikern wie Hafeez Ali Khan, Allauddin Khan, Bade Ghulam Ali Khan, Amir Khan, Behere Buwa und Mallikarjun Mansur zusammen und erwarb bald einen Ruf als versierter und vielseitiger Flötist.
Er gab Konzerte in ganz Indien, trat bei den großen indischen Musikfestivals auf, vertrat die indische Regierung bei offiziellen Kulturdelegationen und unternahm Tourneen u. a. durch Nepal, Afghanistan, die Sowjetunion, die DDR, Jugoslawien und Bulgarien. Er wurde mit dem Sangeet Natak Akademi Award und dem Maharashtra Gaurav Puraskar ausgezeichnet.